# Liste der australischen Botschafter in Griechenland
Der Ambassador of Australia to Greece, dt. Botschafter Australiens in Griechenland (griechisch Πρέσβης της Αυστραλίας στην Ελλάδα -Présvis tis Avstralías stin Elláda), ist der oberste Diplomat des australischen Department of Foreign Affairs and Trade und Leiter der Gesandtschaft des „Commonwealth of Australia“ bei der Griechischen Republik (Ελληνική Δημοκρατία Ellinikí Dimokratía). Der Botschafter residiert in Athen und hält auch eine Zweit-Akkreditierung für Bulgarien (seit 5. April 1972) und Rumänien (seit März 1968). Von 2004 bis 2013 hatte er auch die Akkreditierung für Albanien. Diese wurde jedoch an die Botschaft in Rom übertragen.
Amtsinhaber ist seit Juli 2023 Alison Duncan.

## Botschafter
| Amtsinhaber                  | Amtsantritt      | Amtszeitende     | Dauer            | Anmerkungen   |
| ---------------------------- | ---------------- | ---------------- | ---------------- | ------------- |
| Alfred Stirling              | 1964             | 1965             | 1 Jahr           | [ 2 ]         |
| Jo Gullett                   | 31. Mai 1965     | 1968             | 3 Jahre          | [ 3 ]         |
| Hugh Gilchrist               | 1968             | 1972             | 4 Jahre          | [ 4 ]         |
| Barry Hall                   | 1972             | 1974             | 2 Jahre          | [ 5 ]         |
| Donald Horne                 | 1974             | 1976             | 2 Jahre          | [ 6 ]         |
| Les Johnson                  | 1976             | 1980             | 4 Jahre          |               |
| Marshall Johnston            | 1980             | 1984             | 4 Jahre          | [ 7 ]         |
| Donald Kingsmill             | 1984             | 1987             | 3 Jahre          | [ 8 ]         |
| Kevin Gates                  | 1987             | 1991             | 4 Jahre          | [ 9 ]         |
| Alan Edwards                 | 1991             | 1996             | 5 Jahre          | [ 10 ]        |
| Robert Merrillees            | 1996             | 1998             | 2 Jahre          | [ 11 ]        |
| Ross Burns                   | 1988             | 1991             | 3 Jahre          | [ 12 ]        |
| Stuart Hume                  | 2001             | 2005             | 4 Jahre          | [ 13 ]        |
| Paul Tighe                   | 2005             | 2008             | 3 Jahre          | [ 14 ]        |
| Jeremy Newman                | 2008             | 2011             | 3 Jahre          | [ 15 ]        |
| Jennifer Polyxeni Bloomfield | 2011             | 2014             | 3 Jahre          | [ 16 ]        |
| John Griffin                 | 2014             | 20. Oktober 2017 | 3 Jahre          | [ 17 ]        |
| Kate Logan                   | 20. Oktober 2017 | Dezember 2019    | 2 Jahre 1 Monat  | [ 18 ]        |
| Arthur Spyrou                | Dezember 2019    | Juni 2023        | 3 Jahre 6 Monate | [ 19 ] [ 20 ] |
| Alison Duncan                | 4. Juli 2023     | incumbent        |                  | [ 21 ]        |